# Аллонормативність
Аллонормативність — це концепція, згідно з якою всі люди відчувають сексуальний і романтичний потяг. Це визначення, яке підтримує примусову сексуальність, соціальні системи та структури, які привілеюють або стимулюють сексуальні стосунки між окремими людьми. 
Цей термін можна вважати розширеним поняттям терміну гетеронормативності, як ідеї про те, що гетеросексуальність є типовою або нормативною сексуальністю. 
Термін часто використовується при обговоренні патологізації, стирання та дегуманізації асексуальних і аромантичних індивідів у суспільстві, ЗМІ та в академічному дискурсі.

## Етимологія
Аллонормативність походить від слова allosexual (грец.  allo - інший, сексуальний - тобто потяг, який спрямований до цілі за межами себе). Другий елемент, нормативність, відноситься до суспільного світогляду, який вважає аллосексуальність нормальною або бажаною.

## Суть терміну
Аллонормативність, за своїм визначенням, заперечує існування нестатевої ідентичності у людей. Таким чином, зростання в аллонормативному суспільстві може призвести до того, що асексуальні особи почуваються зламаними чи ізольованими до або навіть після того, як дізнаються про асексуальність.Оскільки аллонормативність представляє асексуальність як девіацію, вона також сприяє патологізації та дискримінації асексуальних людей .

## Дивись також
- Аллосексуальність
- Асексуальність
- Сіра сексуальність